# Don't Stop (canção de Fleetwood Mac)
Don't Stop é uma canção da banda de rock anglo-americana Fleetwood Mac escrita pela vocalista e tecladista Christine McVie. Cantada por ela e pelo guitarrista Lindsey Buckingham, ela foi uma single retirada do álbum Rumours, de 1977. É um dos mais duradouros hits do Mac, e atingiu o nº 3 da Billboard no ano de seu lançamento. No mercado britânico, Don't Stop foi a segunda single do álbum, lançada imediatamente após Go Your Own Way e atingindo o nº 32 das paradas no Reino Unido. Nos Estados Unidos, foi o terceiro single a ser lançado.

## Origens
A canção reflete os sentimentos de McVie após sua separação do baixista da banda, John McVie, após oito anos de casamento: "Don't Stop era apenas um sentimento. Parecia ser apenas uma relevação de que "o ontem havia terminado", ela lembra em The Fleetwood Mac Story: Rumours and Lies. "Ela deveria, acho, ter sido dirigida mais diretamente a John, mas definitivamente eu não sou uma pessimista".

## Uso político
A canção foi utilizada como tema da primeira campanha do candidato Bill Clinton à presidência dos Estados Unidos em 1992, mais especialmente durante a convenção nacional dos democratas daquele ano. Depois de vencer as eleições, Clinton persuadiu a banda - que se encontrava separada há vários anos - a se reunir novamente para tocá-la num grande palco durante o baile inaugural de sua presidência, em 1993. A música foi tocada novamente em todas as aparições do ex-presidente nas convenções democratas de 2004, 2008 e 2012.

## Versões
Entre outras versões posteriores da canção, as mais conhecidas são a de Elton John para o álbum Legacy: A Tribute to Fleetwood Mac's Rumours e da banda Status Quo para um álbum inteiro de covers chamado Don't Stop.